# Charlotta Sparre (diplomat)
Magdalena Charlotta Sparre, ogift Garenberg, född 28 januari 1965 i Norums församling i Göteborgs och Bohus län, är en svensk diplomat.
Charlotta Sparre växte upp i Malmö och är sondotter till chefsrådmannen Olle Garenberg. Efter gymnasiet och akademiska studier vid Lunds universitet avlade hon filosofie kandidat-examen i statsvetenskap.
Mellan april 1995 och augusti 1999 tjänstgjorde hon som departementssekreterare vid Utrikesdepartementets Mellanöstern- och Nordafrikaenhet (UD-MENA). Hon arbetade bland annat med fredsprocessen i Mellanöstern och Barcelonaprocessen. År 1998 gjorde Sparre, på uppdrag av statsrådet Pierre Schori, en utredning för att undersöka möjligheterna att öppna en fristående representation i Alexandria i Egypten med huvudmål att främja den utrikespolitiska dialogen mellan Europa och Mellanöstern och Nordafrika.. Representationen inrättades 1999 som Svenska institutet i Alexandria.
Mellan augusti 1999 och augusti 2003 var Sparre ambassadråd vid ambassaden i Kairo och 2003–2008 arbetade hon vid den svenska EU-representationen i Bryssel. Sparre var mellan september 2008 och augusti 2013 Sveriges ambassadör i Jordanien och mellan 2013 och 2017 Sveriges ambassadör i Egypten.
Charlotta Sparre var 1988–2006 gift med diplomaten Bengt Sparre (född 1942).